# In guten wie in schweren Tagen
In guten wie in schweren Tagen (Kabhi Khushi Kabhie Gham; Hindi: कभी ख़ुशी कभी ग़म, kabhī khuśī kabhī ġam; internationaler englischer Titel: Sometimes there’s Happiness, Sometimes there’s Sorrow oder Sometimes Happy, Sometimes Sad) ist ein Hindi-Film von Karan Johar aus dem Jahr 2001.
Er ist der indische Film mit den bislang dritthöchsten Einspielergebnissen im Ausland nach My Name Is Khan und Kabhi Alvida Naa Kehna – Bis dass das Glück uns scheidet. So lag er in den britischen Kinocharts für einige Wochen lang auf dem dritten Platz und war auch in den US-amerikanischen Kinocharts vertreten. Insgesamt wurden Untertitel-Versionen in neun Sprachen produziert.

## Handlung
Als Rohan, der Sohn einer indischen Millionärsfamilie, zu Diwali nach Hause kommt, hört er zufällig bei einer Unterhaltung seiner beiden Großmütter, dass sein Bruder Rahul, der vor Jahren das Land verlassen hat, adoptiert ist, und auch, dass Rohan den Grund für sein Gehen nie erfahren darf. Schockiert bittet er sie, ihm die ganze Geschichte zu erzählen.
Zehn Jahre zuvor war Rahul in einem ärmeren Stadtviertel durch Zufall der aufgeweckten, aber sehr tollpatschigen und etwas verrückten Anjali begegnet. Die verwechselte ihn zunächst mit dem ihr noch unbekannten Bräutigam ihrer älteren Cousine, was ihr später sehr peinlich war. In der Zwischenzeit wurde Rohan, der damals noch sehr dick war, von Anjalis jüngerer Schwester Pooja gehänselt. Das zahlt er ihr später heim, indem er sie vor seiner gesamten Schule lächerlich macht, weil sie aus einer schlechteren Gegend stammt. Das tut ihm später leid. Weil Rahul ihn auffordert, sich vor der ganzen Familie zu entschuldigen, und auch, weil Anjali mal wieder ein Missgeschick passiert ist und sie sich deshalb bei Rohans Vater Yash entschuldigt, begegnen Rahul und Anjali sich immer wieder. Aus den anfänglichen Zwistigkeiten ihrer jüngeren Geschwister entwickelt sich bald eine enge Freundschaft, und obwohl Anjali zunächst sehr schnippisch auf Rahuls Freundlichkeit reagiert, verlieben sie sich bald, was auf der Hochzeit von Anjalis Cousine offensichtlich wird. Yash ahnt noch nichts davon; er will, dass Rahul Naina heiratet, doch Naina, mit der er seit Jahren befreundet ist und die ihn heimlich liebt, erkennt schnell, dass Rahuls Herz nicht ihr gehört und gibt ihn traurig frei. Rahul bittet seinen Vater um die Erlaubnis, Anjali heiraten zu dürfen, worauf er sehr kalt reagiert. Rahul bittet ihn um Vergebung und will Anjali mitteilen, dass er sie nicht heiraten kann. Dabei platzt er in die Beerdigung ihres Vaters. Ihm wird klar, dass er nicht ohne sie leben will, und noch im Trauerkleid findet die Trauzeremonie statt. Als er Anjali mit nach Hause nimmt, verstößt Yash seinen Sohn. Traurig verabschiedet sich Rahul von seiner Familie. Auch Rohan und Pooja müssen sich verabschieden, denn Pooja wird, so wie auch Rohans früheres Kindermädchen Sayeeda, mit nach England kommen. Die Trennung von Rahul bricht seiner Mutter Nandini das Herz, und sie wünscht sich nichts sehnlicher, als dass ihr Sohn zurückkehrt.
Nachdem Rohan über alles Bescheid weiß, beschließt er, nach England zu gehen, um seinen Bruder mit der Familie zu versöhnen. Damit will er auch seiner Großmutter einen Gefallen tun, die vor ihrem Tod Rahul wieder in Indien wissen will. In London besucht Rohan die Universität, wo er auch Pooja wiedersieht, die in der Zwischenzeit zu einer schönen, aber sehr oberflächlichen jungen Frau herangewachsen ist, die vor allem Aufmerksamkeit von Männern gewohnt ist. Dass Rohan, der darüber hinaus sehr attraktiv geworden ist, ihr die kalte Schulter zeigt, weckt ihr Interesse an ihm. Er gibt sich ihr schließlich zu erkennen und Pooja bzw. „Poo“, wie sie sich selbst nennt, schleust ihn als „Yash“, Bruder einer Freundin, in Rahuls Haus ein.
Rahul und Anjali haben einen Sohn, Krish, doch Anjali und auch Sayeeda sind unglücklich. Sie vermissen Indien und wollen nicht, dass Krish zu einem Engländer heranwächst. Rahul verdrängt hingegen sein Heimweh und versucht, sich von allem Indischen fernzuhalten – was sich durch Anjali als sehr schwierig gestaltet. Dennoch akzeptiert er „Yash“ als Gast, weil er eine Verbundenheit zu ihm fühlt, die er sich nicht erklären kann. Rohan und Pooja verlieben sich ineinander und er bringt ihr auch die indische Kultur, Kleidung, Lieder und Festbräuche wieder näher, was Anjali freut, aber von Rahul nicht gern gesehen wird. Um seiner Frau einen Gefallen zu tun, feiert er trotz allem mit ihr Diwali. Auf der Feier singt Rohan ein Lied, in dem er Rahul und Anjali mit „Bruder“ und „Schwägerin“ anspricht, was aber nicht so ernst genommen wird. Damit hat er eine Wette zwischen ihm und Poo gewonnen, die nun ihrerseits ihre Gefühle für ihn in einem Lied ausdrückt. Im Verlauf der Feier versucht Rahul, Anjali am Tanzen zu hindern, gibt dann aber nach und entdeckt seine eigene Liebe zur indischen Musik wieder. Rohan stellt sich vor, wie seine Eltern zu der Feier auftauchen und sich alle versöhnen. In Indien sehnt sich Nandini immer mehr nach Rahul.
Einige Zeit später soll Krish zusammen mit seiner Klasse ein Lied vor der Schule vortragen, aber Rohan und Poo bringen den Kindern stattdessen die indische Nationalhymne bei, die sie – mit Krish im Solopart – auch vortragen. Anjali ist außer sich vor Freude. Indessen stellt Rohan, der von Sayeeda und Anjali erkannt wurde, auch seinem Bruder gegenüber richtig, wer er ist. Rahul freut sich sehr, bittet ihn aber, ohne ihn wieder nach Hause zu gehen. Pooja und Rohan locken durch einen Trick die Eltern der Brüder nach London, wo sie Rahul und seiner Familie begegnen. Während Nandini glücklich über das Wiedersehen ist, fühlt Yash sich von Rohan verraten. Bevor sich alles klären kann, stirbt Yashs Mutter, und er kehrt nach Indien zurück. Doch als Rahul zur Beerdigung seiner Großmutter nach Indien kommt, gibt sein Vater schließlich zu, wie sehr er ihn vermisst hat, und verzeiht ihm. Endlich akzeptiert er auch Anjali als seine Schwiegertochter.
Nach dieser Versöhnung zieht Rahul mit seiner Familie wieder nach Indien, wo sie mit seinen Eltern zusammenwohnen und Pooja schließlich Rohan heiratet.

## Auszeichnungen

### Filmfare Award
Der Filmfare Award in der Kategorie „Beste Hauptdarstellerin“ ging 2002 an Kajol und in der Kategorie „Beste Nebendarstellerin“ an Jaya Bhaduri. Weitere Preise gingen an Sharmishta Roy für das beste Szenenbild und an Karan Johar für die besten Dialoge.

### IIFA Award
In guten wie in schweren Tagen erhielt bei den International Indian Film Academy Awards verschiedene Preise für hervorragende technische Leistungen. 
Sharmishta Roy erhielt einen Preis in der gleichen Kategorie wie bei den Filmfare Awards, Babloo Chakravorty in der Kategorie „Beste Hintergrundmusik“, Manish Malhotra als bester Kostümdesigner, Mickey Contractor für das beste Make-up, Anil Mathur und Nakul Kamte für die besten Musikaufnahmen und Karan Johar erhielt wieder den Preis für die besten Dialoge.
Weiterhin verlieh die Akademie Jaya Bhaduri den Popular Award als beste Nebendarstellerin und Sonu Nigam bekam die gleiche Auszeichnung als bester Playback-Sänger für die Lieder Suraj Hua Maddham und You are my Soniya. Kajol und Shah Rukh Khan waren beide als „Beste Hauptdarsteller“, Kareena Kapoor, Hrithik Roshan und Amitabh Bachchan als „Beste Nebendarsteller“, nominiert. Karan Johar war sowohl für die beste Geschichte als auch für die beste Regie nominiert worden.
Die ganze Musikdirektion des Filmes war für einen Preis vorgeschlagen sowie Alka Yagnik als beste Playbacksängerin für Bole Chudiyan und Suraj Hua Maddham und Udit Narayan als bester Playbacksänger für Bole Chudiyan. Nominiert für die Texte zu dem Lied Suraj Hua Madham war Anil Pandey und für Kabhi Khushi Kabhi Gham Sameer.

### Weitere Auszeichnungen
Kajol gewann den Screen Weekly Award als beste Hauptdarstellerin. Shah Rukh Khan war als bester Hauptdarsteller nominiert. Kareena Kapoor, Hrithik Roshan und Amitabh Bachchan waren für die Auszeichnung als beste Nebendarsteller vorgeschlagen.
Beim Festival für Action- und Abenteuerfilme in Valenciennes, Frankreich gewann Karan Johar für In guten wie in schweren Tagen den Publikums- und Jurypreis, sowie den France Bleu Nord Award. Kajol wurde als beste Schauspielerin ausgezeichnet.
Bei den Zee Cine Awards gewann Kajol ebenfalls einen Preis für ihre außergewöhnliche schauspielerische Leistung. Auch Sonu Nigam wurde wieder für Suraj Hua Maddham ausgezeichnet.

## Sonstiges
- Hrithik Roshan war von der Versöhnungsszene zwischen Shah Rukh Khan und Amitabh Bachchan so aufgewühlt, dass er seinen Teil erst einen Tag später drehen konnte, nachdem ihn Bachchan beruhigt hatte.
- In guten wie in schweren Tagen ist einer der ersten indischen Filme, für den ein „Making-of“-Buch geschrieben wurde.
- Rani Mukerji hat zu Beginn des Films einen Gastauftritt.
- Als er 2001 gedreht wurde, war er der bis dahin teuerste indische Film.
- Während des Liedes Suraj Hua Maddam ist ein kleiner Ausschnitt des Titelliedes aus dem Film Kuch Kuch Hota Hai – Und ganz plötzlich ist es Liebe zu hören, in dem ebenfalls Shahrukh Khan und Kajol die Hauptrollen als Rahul und Anjali spielen.
- Zweimal wurde das Gayatri (Mantra) im Film gesprochen bzw. gesungen.
- Aryan Khan, der Sohn von Shah Rukh Khan, spielte am Anfang des Filmes den jungen Rahul.
- Der Song, den Amitabh Bachchan und Jaya Bachchan nach Say Shava Shava alleine singen, ist Aati Kya Khandala aus dem Film Ghulam, in dem Rani Mukherji die Hauptrolle spielt.
- Der Song It’s Raining Men wurde ohne die Genehmigung der Rechteinhaber verwendet. Der Regisseur wurde vor einem britischen Gericht verklagt und musste zahlen.

## Auswertung für den deutschsprachigen Raum
Nachdem Rapid Eye Movies den Film in Originalsprache mit deutschen Untertiteln (OmU) an einige Großstadtkinos vertrieb, die den Hindi-Film ab dem 10. April 2003 unter dem Titel Sometimes Happy, Sometimes Sad uraufführten, entschloss sich der Sender RTL II ein Jahr später, eine synchronisierte, jedoch um 30 Minuten gekürzte Fassung im Abendprogramm auszustrahlen, so wurde In guten wie in schweren Tagen am 19. November 2004 erstmals im frei empfangbaren Fernsehen als erster der Bollywood-Filmreihe gezeigt. Eine Einschaltquote von insgesamt 1,93 Millionen Zuschauern wurde erzielt, damit erreichte RTL II einen Marktanteil von 12,2 % bei der werberelevanten Gruppe von 14- bis 49-Jährigen. Eine ungeschnittene Fassung in deutscher Sprache strahlte erstmals der Pay-TV-Sender Passion am 19. April 2008 aus.
Für die Synchronisation beauftragten die leitende Redakteurin der RTL-II-Spielfilmabteilung Minea Bauer und ihr Kollege Alexander König die Synchronfirma Bavaria Synchron in München. Der Film umfasste trotz gekürzter TV-Version über 2000 Takes, die so genannten Unterteilungen in kurze Einzelabschnitte der Dialogsequenzen, fast dreimal so viele wie ein durchschnittlicher Hollywood-Blockbuster. Die Tonspuren von Musik und Sprache waren bei den Hindi-Produktionen bis dato nicht immer getrennt (vgl. Internationale Tonspur), da die Importländer nur untertitelte oder Voice-over-Fassungen wie in der Türkei anfertigten. Die passenden Synchronsprecher wurden gecastet, seither gilt Pascal Breuer als Feststimme für Shah Rukh Khan. Auch die indischen Stars Kajol und Amitabh Bachchan wurden seit dieser Synchronbearbeitung fortan mit Natascha Geisler und Joachim Höppner besetzt. Hrithik Roshan hingegen wurde in diesem Film von Stefan Günther gesprochen.

### Synchronisation
| Rolle                        | Darsteller/in    | Synchronsprecher/in  |
| ---------------------------- | ---------------- | -------------------- |
| Yashovardhan „Yash“ Raichand | Amitabh Bachchan | Joachim Höppner      |
| Nandini Raichand             | Jaya Bachchan    | Katharina Lopinski   |
| Rahul Raichand               | Shah Rukh Khan   | Pascal Breuer        |
| Anjali Sharma Raichand       | Kajol            | Natascha Geisler     |
| Rohan Raichand               | Hrithik Roshan   | Stefan Günther       |
| Pooja „Pooh“ Sharma Raichand | Kareena Kapoor   | Shandra Schadt       |
| Naina Kapoor                 | Rani Mukerji     | Kathrin Gaube        |
| Sayeeda (Deejay)             | Farida Jalal     | Maddalena Kerrh      |
| Bauji (Anjalis Vater)        | Alok Nath        | Fritz von Hardenberg |
| Rukhsaar                     | Simone Singh     | Karoline Guthke      |

## Kritiken
„Eine indische Familiensage über Niedergang und Wiedererstarken eines Clans, dessen verstreute Mitglieder in London zusammenfinden. Der ausufernd opulente Film in erster Linie der fürs Genre des Bollywood-Kinos typischen Naivität verpflichtet und unterhält publikumsnah mit viel Gesang, Tanz und Melodramatik. Dabei klingen gesellschaftliche Konflikte durchaus an, bleiben aber in ein fantastisch-episches Traumkino eingebettet, das eine üppige Idealwelt beschreibt, dabei werden durchaus fremde kulturelle Wahrnehmungsweisen vermittelt.“

„In diesem Masala-Movie (nach der bei uns unter dem Namen »Curry« bekannten Gewürzmischung) sind gleich drei Generationen indischer Superstar-Leinwandpaare in einer gekonnt abgeschmeckten Mischung aus Herz, Schmerz, Komik und Musik zu bewundern. Die Tanznummern entführen aus dem Handlungsablauf in eine Welt, in der nur noch Gefühle zählen – ob sie nun dem entsprechen, was uns Reiseführer als indische Tradition verkaufen, oder ganz der aktuellen MTV-Ästhetik verpflichtet sind.“

„Für traditionell eher kritische Zuschauer stellt sich dabei natürlich die Frage, weshalb man sich nun diese Schmonzette antun soll, wenn man um den gleichen Stoff, wäre er in Hollywood produziert, einen kilometerweiten Bogen machen würde. Exotenbonus? Kultureller Überheblichkeitsgestus gar? (...) Gründe aber, sich diesen Film anzusehen, gibt es aber genug: Zum einen ist "In guten wie in schweren Tagen" filmisch eine beachtenswerte Leistung und rundum vergnüglich inszeniert. Und zum anderen bietet er einen tiefen Einblick in eine fremde Filmkultur.“